# Mormodes aromatica
Mormodes aromatica Lindl. 1841 es una especie epífita de la familia de las orquidáceas.

## Distribución y hábitat
Encontrada en Guerrero, Oaxaca y Chiapas de México y El Salvador y Honduras en torno a elevaciones de 1000 a 1700 m s. n. m.

## Descripción
Es una orquídea de tamaño medio que prefiere el clima cálido a fresco, epífito con pseudobulbo fusiforme, ligeramente comprimido envuelto por imbricadas  vainas con  varias hojas trinervadas que aparecen en el ápice y que florecen a fines de primavera y comienzos de verano en una inflorescencia  basal, erecta a horizontal, cilíndrica, de color verde, con 32 cm de largo, y con flores fragantes de 5 cm de longitud.

## Nombres comunes
- Castellano: mormodes aromática
- Inglés:  aromatic mormodes

## Sinonimia
No tiene